# Kitty ter Braake
Catharina Elizabeth « Kitty » ter Braake (née le 19 décembre 1913 à Amsterdam et morte le 20 juin 1991 dans la même ville) est une athlète néerlandaise, spécialiste du 80 mètres haies. 
Elle remporte la médaille de bronze du 80 m haies aux championnats d'Europe 1938, à Vienne en Autriche, devancée par l'Italienne Claudia Testoni et l'Allemande Lisa Gelius.
Elle participe aux Jeux olympiques de 1936 à Berlin et se classe cinquième du relais 4 × 100 mètres en compagnie de Fanny Blankers-Koen, Ali de Vries et Lies Koning.